# Medi Bayreuth
El Medi Bayreuth, más conocido por su nombre estilizado medi bayreuth, es un club de baloncesto profesional de la ciudad de Bayreuth (Baviera), que milita en la BBL, máxima categoría del baloncesto alemán. Estuvo varios años en categorías inferiores después de descender administrativamente debido a problemas económicos en 1999, en 2010 regresó a la máxima competición alemana. Disputa sus partidos en el Oberfrankenhalle, con capacidad para 3.600 espectadores.

## Nombres
- Post SV Bayreuth (1975–1979)
- USC Bayreuth (1979–1983)
- USC Olympia Bayreuth (1983–1984)
- BG Steiner Bayreuth (1984–1989)
- Steiner Bayreuth (1989–1997)
- Basket Bayreuth (1997–1999)
- BBC Bayreuth(1999–2013)
- medi bayreuth (2013–presente)

## Registro por temporadas
| Temporada | Nivel | Liga       | Pos. | Copa de Alemania | Competiciones europeas | Competiciones europeas | Competiciones europeas |
| --------- | ----- | ---------- | ---- | ---------------- | ---------------------- | ---------------------- | ---------------------- |
| 2000–01   | 2     | 2. BBL     | 8º   |                  |                        |                        |                        |
| 2001–02   | 2     | 2. BBL     | 2º   |                  |                        |                        |                        |
| 2002–03   | 2     | 2. BBL     | 5º   |                  |                        |                        |                        |
| 2003–04   | 2     | 2. BBL     | 10º  |                  |                        |                        |                        |
| 2004–05   | 2     | 2. BBL     | 3º   |                  |                        |                        |                        |
| 2005–06   | 2     | 2. BBL     | 6º   |                  |                        |                        |                        |
| 2006–07   | 2     | 2. BBL     | 3º   |                  |                        |                        |                        |
| 2007–08   | 2     | Pro A      | 8º   |                  |                        |                        |                        |
| 2008–09   | 2     | Pro A      | 3º   |                  |                        |                        |                        |
| 2009–10   | 2     | Pro A      | 1º   |                  |                        |                        |                        |
| 2010–11   | 1     | Bundesliga | 16º  |                  |                        |                        |                        |
| 2011–12   | 1     | Bundesliga | 13º  |                  |                        |                        |                        |
| 2012–13   | 1     | Bundesliga | 15º  |                  |                        |                        |                        |
| 2013–14   | 1     | Bundesliga | 14º  |                  |                        |                        |                        |
| 2014–15   | 1     | Bundesliga | 16º  |                  |                        |                        |                        |
| 2015–16   | 1     | Bundesliga | 12º  |                  |                        |                        |                        |
| 2016–17   | 1     | Bundesliga | 4º   | Cuartos de final |                        |                        |                        |
| 2017–18   | 1     | Bundesliga | 6º   | 4º puesto        | 3 Champions League     | QF                     |                        |
| 2018–19   | 1     | Bundesliga | 12º  | Octavos de final | 3 Champions League     | RS                     |                        |
| 2019–20   | 1     | Bundesliga | 12º  | Octavos de final | 4 FIBA Europe Cup      | SF                     |                        |

## Palmarés
- Basketball Bundesliga: 1

1989
- Copa de Alemania: 2

1988, 1989
- 2.Basketball Bundesliga: 1

2010

## Jugadores destacados
| - Bastian Doreth - Tim Nees - Nicolai Simon - Max Weber - Lukas Palyza - Logi Gunnarsson - Brandon Bowman - Ronnie Burrell - Jason Cain - Will Conroy - Danny Gibson |  | - Marcus Ginyard - Je'Kel Foster - Gary McGhee - Drew Neitzel - Jake Odum - Brian Qvale - D. J. Seeley - Tyler Smith - Kyle Weems - Beckham Wyrich - / Suad Šehović |  | - / Melvin Ejim - / Koko Archibong - / Ekene Ibekwe - / David Brembly - / Steven Hutchinson - / Jonathan Moore - / Joe Trapani - / Brian Bailey - / Kevin Hamilton - / TreVon Hughes |